# Katastrofa lotu China Airlines 2265
Katastrofa lotu China Airlines 2265 – wypadek lotniczy, który wydarzył się 16 lutego 1986 roku nieopodal wybrzeży Tajwanu. Boeing 737 linii lotniczych China Airlines rozbił się podczas odejścia na drugi krąg na lotnisku Magong. Zginęli wszyscy obecni na pokładzie – 13 osób.

## Samolot
Samolotem, który brał udział w wypadku był Boeing 737-281 tajwańskich narodowych linii lotniczych China Airlines, o numerach rejestracyjnych B-1870. Został wyprodukowany w 1969 roku, linie China Airlines zakupiły go w 1976 roku. Ten sam samolot brał udział w porwaniu lotu China Airlines 831, 9 marca 1978 roku.

## Przebieg wypadku
Samolot wystartował z portu lotniczego Tajpej-Songshan o godzinie 18:09 czasu lokalnego. Przyziemił na lotnisku Penghu w Magong, jednak ze względu na napotkane problemy z podwoziem załoga postanowiła odejść na drugi krąg i spróbować jeszcze raz. Boeing oddalił się na północ archipelagu Peskadorów, jednak około 19:10 spadł do Oceanu Spokojnego, około 19 kilometrów na północ od Magong. Mimo poszukiwań wrak samolotu został odnaleziony dopiero 10 marca na głębokości 58 metrów. Nikt nie przeżył katastrofy.